# Attus minutus
Attus minutus är en spindelart som beskrevs av Władysław Taczanowski 1871 [1872. Attus minutus ingår i släktet Attus och familjen hoppspindlar. Inga underarter finns listade.